# Gustav Weithas
Heinrich Gustav Weitha(a)s (* 7. März 1810 in Schleiz; † 18. Dezember 1848 ebenda) war ein deutscher Advokat und Politiker.

## Leben
Weithas war der Sohn des Weißbäckermeisters Friedrich August Weithaas aus Schleiz und dessen Ehefrau Johanne Dorothee geborene Hugner. Er war evangelisch-lutherischer Konfession und heiratete am 5. Oktober 1843 in Kirschkau Christiane Caroline Nagler (* 1. Februar 1822 in Schleiz), die Tochter des Rotgerbermeisters und Besitzer des Neumühle in Schleiz Johann Carl Friedrich Nagler.
Weithas besuchte das Gymnasium Rutheneum in Schleiz und studierte nach dem Ostern 1830 abgelegten Abitur Staats- und Rechtswissenschaften. Er lebte als Advokat und Notar in Schleiz.
In der Märzrevolution gehörte er zu der achtköpfigen Delegation, die einen Entwurf einer neuen Stadtordnung beriet. Vom 13. November bis zu seinem Tod am 18. Dezember 1848 war er Abgeordneter im Landtag Reuß jüngerer Linie.